# Rai Sport 2
Rai Sport 2 è stato un canale televisivo tematico italiano edito dalla Rai, curato da Rai Sport e dedicato allo sport.
Era disponibile nelle zone coperte dal RAI Mux 2.
Fino al 14 settembre 2015 era gestito dalla sede Rai di Milano a livello redazionale e dalla sede di Torino per quanto concerne la messa in onda vera e propria.

## Storia
Rai Sport 2 nasce il 18 maggio 2010, in concomitanza con una profonda ristrutturazione di tutti i canali Rai portata avanti durante la fase di switch off delle trasmissioni televisive analogiche italiane (il cui completamento è poi avvenuto nel 2012). Nella stessa giornata Rai Sport + diventa Rai Sport 1.
La riorganizzazione dell'offerta fa insorgere alcune proteste da parte della redazione di Rai News 24 in quanto tale canale, pur passando su un'altra frequenza con maggiore copertura, deve essere spostato per far posto a Rai Sport 2.
Nei primi mesi di trasmissione, Rai Sport 2 trasmette alcuni eventi calcistici non agonistici di particolare rilevanza mediatica: uno di questi, ossia la presentazione della nazionale italiana di calcio radunatasi per l'imminente campionato mondiale in Sudafrica, inaugura le trasmissioni del canale alle 14:30 del 18 maggio 2010.
Alcuni giorni dopo il canale propone in diretta la presentazione ufficiale del nuovo allenatore dell'Inter Rafael Benítez. Nello stesso periodo vengono proposte le repliche delle sette partite della nazionale di calcio del campionato mondiale 2006 in Germania, con la telecronaca originale Rai di Marco Civoli e Sandro Mazzola e per la prima volta nel formato panoramico 16:9 (all'epoca Rai 1 le trasmise in 4:3 letterbox).
Dal 14 settembre 2015 Rai Sport 2 inizia a ripetere la stessa programmazione di Rai Sport 1 ad eccezione di alcune ore della giornata.
Dal 1º agosto 2016, in occasione dei giochi olimpici e paralimpici di Rio 2016, il canale inizia a trasmettere in alta definizione su Tivùsat, dal 4 sul digitale terrestre e dal giorno dopo in alta definizione assieme alle versioni di Rai 2 e Rai Sport 1 al canale 228 della piattaforma Sky Italia, in sostituzione della versione standard.
Dal 22 agosto 2016 continua a trasmettere in HD solo su Tivùsat mentre sul digitale terrestre e su Sky rimane disponibile esclusivamente in definizione standard.
Il 19 settembre la versione HD chiude anche sul satellite, lasciando il posto a quella di Rai 5. Sempre per lo stesso giorno era prevista la chiusura del canale ma, in attesa di una riorganizzazione definitiva dei canali Rai Sport, le trasmissioni continuano fino al 4 febbraio 2017.
Il 5 febbraio 2017 il canale termina definitivamente le sue trasmissioni, sostituito da Rai Sport nella medesima numerazione del digitale terrestre.

## Programmazione
Il canale, insieme alla gemella Rai Sport 1, trasmetteva cronache sportive e/o dirette 24 ore su 24 riguardanti varie discipline, compresi gli sport minori che non trovavano spazio sugli altri canali della TV di Stato.
La programmazione prevedeva ampio spazio anche per il calcio, il basket, il rugby, il ciclismo, l'hockey su ghiaccio, l'hockey su pista, il pugilato e lo sci alpino.
Occasionalmente Rai Sport 2 ospitava eventi normalmente trasmessi da Rai Sport 1 o addirittura dai canali generalisti, quando su questi ultimi occorreva dare spazio ad eventi di primo piano: così a volte il secondo canale ha trasmesso Sabato Sprint e Pr1mo Stadio - Anteprima Calcio nonché altre trasmissioni speciali dedicate ad occasionali anticipi o posticipi del campionato di calcio. Addirittura, un'intera puntata di Sabato Sprint (dedicata agli anticipi di Serie A e facente parte del palinsesto di Rai 2) andò in onda il 6 novembre 2010 su questo canale per lasciare spazio su Rai 2 alla trasmissione X Factor, mentre su Rai Sport 1 (che pure in passato aveva già trasmesso puntate speciali di Sabato Sprint) era in onda la diretta della finale della Fed Cup di tennis tra Stati Uniti e Italia.
La trasmissione fu poi replicata su Rai 2 al termine della puntata di X Factor.
All'inizio della programmazione nel 2010, in mancanza di eventi agonistici specifici, Rai Sport 2 veniva utilizzato per riproporre la stessa programmazione di Rai Sport 1 differita di un'ora, comprese le edizioni quotidiane del TG Sport.
La nascita di Rai Sport 2 consentì alla Rai di offrire per la prima volta una copertura pressoché completa di importanti eventi agonistici quali il Tour de France 2010, i mondiali di ciclismo 2010, la Clásica San Sebastián, la Parigi-Tours e ancora i campionati mondiali di pallacanestro e pallavolo, maschili e femminili, disputatisi nell'autunno 2010.
Nel corso dell'anno 2011, Rai Sport 2 ha preso sempre più forma, con la nascita di rubriche d'informazione come Radiocorsa - dedicata al ciclismo - e altre d'archivio storico come Dedicato a... e Perle di Sport.
Durante il Tour de France 2011, in particolar modo nelle fasi finali della tappa di Plateau de Beille, gli ascolti della rete hanno raggiunto un picco massimo dell'11% di share con 1.132.000 telespettatori.

## Ascolti

### Share 24h* di Rai Sport (ex Rai Sport 2)
|      | Gennaio | Febbraio | Marzo | Aprile | Maggio | Giugno | Luglio | Agosto | Settembre | Ottobre | Novembre | Dicembre | Media anno |
| ---- | ------- | -------- | ----- | ------ | ------ | ------ | ------ | ------ | --------- | ------- | -------- | -------- | ---------- |
| 2011 | 0,11%   | 0,14%    | 0,19% | 0,16%  | 0,14%  | 0,24%  | 0.80%  | 0,24%  | 0,30%     | 0.16%   | 0,13%    | 0,17%    | 0,23%      |
| 2012 | 0,19%   | 0,17%    | 0,26% | 0,33%  | 0,68%  | 0,46%  | 0,87%  | 0,16%  | 0,28%     | 0,14%   | 0,16%    | 0,17%    | 0,30%      |
| 2013 | 0,18%   | 0,25%    | 0,29% | 0,30%  | 0,21%  | 0,46%  | 0,70%  | 0,25%  | 0,31%     | 0,22%   | 0,16%    | 0,18%    | 0,28%      |
| 2014 | 0,23%   | 0,21%    | 0,25% | 0,23%  | 0,81%  | 0,40%  | 1,02%  | 0,42%  | 0,37%     | 0,26%   | 0,15%    | 0,21%    | 0,36%      |
| 2015 | 0,18%   | 0,34%    | 0,23% | 0,20%  | 0,18%  | 0,37%  | 0,33%  | 0,27%  | 0,19%     | 0,17%   | 0,12%    | 0,19%    | 0,23%      |
| 2016 | 0,19%   | 0,16%    | 0,18% | 0,11%  | 0,35%  | 0,20%  | 0,33%  | 1,58%  | 0,21%     | 0,12%   | 0,13%    | 0,14%    | 0,30%      |
| 2017 | 0,17%   | 0,20%    | 0,27% |        |        |        |        |        |           |         |          |          |            |

*Giorno medio mensile su target individui 4+
I dati si riferiscono a Rai Sport 2 fino al 4 febbraio 2017, dal 5 febbraio 2017 il canale diventa Rai Sport.

## Loghi

18 maggio 2010 - 2 febbraio 2017
Logo della versione HD utilizzato dal 1º agosto al 19 settembre 2016